# Piotr Szczepanik

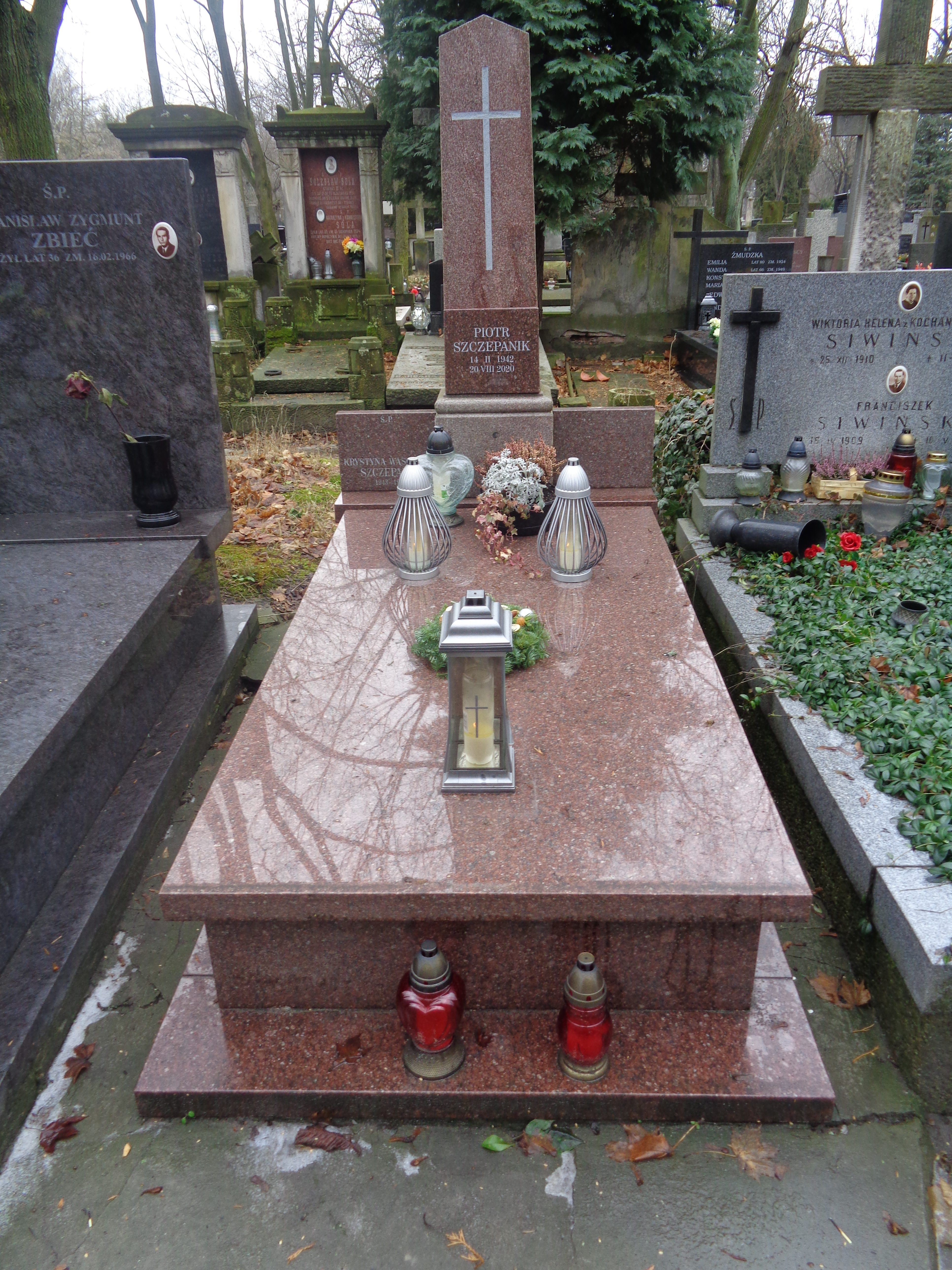
Grób Piotra Szczepanika na cmentarzu Powązkowskim

Piotr Stanisław Szczepanik (ur. 14 lutego 1942 w Lublinie, zm. 20 sierpnia 2020 w Jastkowie) – polski piosenkarz, aktor i gitarzysta.

## Życiorys
Studiował historię sztuki na Katolickim Uniwersytecie Lubelskim i tam rozpoczął działalność artystyczną w kabarecie „Czart” występującym w kultowej lubelskiej kawiarni „Czarcia łapa”, mieszczącej się na Starym Mieście, oraz w Akademii Medycznej „Dren 59”. Debiutował w 1963 na Festiwalu Piosenki Studenckiej w Krakowie. Znany jest z takich przebojów jak Żółte kalendarze (autor tekstu: Jerzy Miller, autor muzyki: Andrzej Korzyński), Kochać, Goniąc kormorany (autorem obu tekstów jest Andrzej Tylczyński), Puste koperty, Zabawa podmiejska, Nigdy więcej i innych.
Na przełomie lat 60. i 70. XX w. wraz z Bohdanem Łazuką i Jackiem Fedorowiczem prezentował program estradowo-kabaretowy „Popierajmy się”. W latach 70. występował solo (przy akompaniamencie gitary) w programach muzyczno-poetyckich oraz z recitalami pieśni i romansów. Śpiewał także utwory Adama Nowaka. Ponadto spełniał się jako aktor (zagrał m.in. tytułową rolę w telewizyjnej adaptacji „Chama” Elizy Orzeszkowej, 1979).
Wspierając NSZZ „Solidarność”, od 1980 do 1989, był, wraz z najwybitniejszymi twórcami polskiej kultury, współorganizatorem Festiwalu Piosenki Prawdziwej (1981) oraz koncertów w Muzeum Archidiecezji Warszawskiej, które mieściło się w tamtym czasie w poklasztornym budynku ojców Trynitarzy przy kościele pod wezwaniem Trójcy Przenajświętszej przy ul. Solec 61 w Warszawie. Muzeum miało skromne warunki lokalowe – niewielkie sale, w których odbywały się występy i koncerty, zwykle były pełne, często brakowało miejsc. Widzów przyciągały na Solec wspaniała atmosfera, wolność artystycznej ekspresji oraz wysoki poziom artystyczny: „Rozmaitych premier, wieczorów poezji, pieśni i muzyki było ponad pięćdziesiąt, a wszystkich ich wystawień w latach 1983–1989 około siedmiuset. Pierwszy koncert, połączony z wystawą Jacka Malczewskiego, to «Bogurodzica, Ojców moich śpiew» – w wykonaniu Piotra Szczepanika. Miał ogromne powodzenie, szedł co tydzień, dwa razy w sobotę i raz w niedzielę”.
Po 1990 był szefem Zespołu Współpracy ze Środowiskami Twórczymi w Kancelarii Prezydenta Lecha Wałęsy, a w 2005 został członkiem honorowego komitetu poparcia Lecha Kaczyńskiego w wyborach prezydenckich. W wyborach parlamentarnych w 2007 poparł Prawo i Sprawiedliwość, a także zasiadł w komitecie honorowego poparcia PiS-u. W 2010 poparł Jarosława Kaczyńskiego w wyborach prezydenckich.
Koncertował w kraju i za granicą, m.in. w Australii, Nowej Zelandii, Kanadzie oraz w wielu krajach Europy.
Zmarł 20 sierpnia 2020. Po uroczystej mszy świętej, która miała miejsce 31 sierpnia 2020 w archikatedrze lubelskiej został pochowany na cmentarzu Stare Powązki, u boku swojej żony Krystyny Wąsowskiej-Szczepanik (1943–1971), zmarłej w wieku 28 lat na białaczkę.

## Odznaczenia
- Medal „Zasłużony Kulturze Gloria Artis” (2016)[8].
- Krzyż Oficerski Orderu Odrodzenia Polski (2008)[9]
- Krzyż Komandorski Orderu Odrodzenia Polski (2020 pośmiertnie)[10].

## Dyskografia
- 1964: Ricercar 64, śpiewa Piotr Szczepanik (Czwórka – Veriton, V-296)
- 1966: Piotr Szczepanik śpiewa (LP – Muza)
- 1987: Piotr Szczepanik: Największe przeboje (LP – Muza)
- 1991: Piotr Szczepanik: Największe przeboje (CD – Muza)
- 1991: Ricercar ’64 & Piotr Szczepanik (CD – Alcom)
- 1996: Piotr Szczepanik: Wspomnienia (CD – Muza)
- 1996: Piotr Szczepanik: Kochać... (CD – MTJ)
- 1998: Piotr Szczepanik: Złote przeboje (CD – Fraza)
- 1999: Piotr Szczepanik: Żółte kalendarze – Galeria polskiej piosenki (CD – Yesterday)
- 1999: Piotr Szczepanik: Złote przeboje – Platynowa kolekcja (CD – GM Records)
- 2000: Piotr Szczepanik: Guziki, Poezja: O. Mandelsztam, K. K. Baczyński, J. Lechoń, Z. Herbert, T. Gajcy, L. Staff, A. Zagajewski (CD)
- 2001: Piotr Szczepanik śpiewa (CD – Muza/Yesterday)
- 2002: Piotr Szczepanik: Największe przeboje – Kolekcja gwiazd (CD – Muza)
- 2004: Piotr Szczepanik: Goniąc kormorany – The best of (CD – MTJ)
- 2004: Piotr Szczepanik: Kochać – Perły (CD – Muza)
- 2006: Piotr Szczepanik: Od piosenki do piosenki – Gwiazdozbiór muzyki rozrywkowej (CD)
- 2006: Piotr Szczepanik: Moje złote przeboje – Platynowa kolekcja (CD – MediaWay)
- 2008: Piotr Szczepanik: Moje złote przeboje – Muzyczna kolekcja (CD)

## Filmografia
Źródło: FilmPolski.pl
- 1966: Cierpkie głogi – piosenkarz na zabawie
- 1979: Cham – Paweł Kobycki
- 2006: Kto nigdy nie żył… – przeor klasztoru
- 2012: Mój rower – Mirek, miłość Barbary